# Teatro Apolo (Valencia)
El Teatro Apolo de Valencia estaba ubicado en la calle Juan de Austria en la ciudad de Valencia. El edificio fue inaugurado en 1876 y se dedicó sobre todo al género lírico, además de ser un teatro entrañable y popular de la escena valenciana. El 11 de marzo de 1969 cerró definitivamente, siendo el último cartel el estreno de Vengan maridos a mi, dirigida por la compañía Colsada, dirigida por el primer actor valenciano Adrián Ortega.
En este teatro, el presidente de la Segunda República Niceto Alcalá-Zamora pronunció el 13 de abril de 1930 un violento discurso retirando su apoyo a la monarquía propugnando una república conservadora, burguesa, apoyada en las clases medias y en los intelectuales.
La zarzuela "La leyenda del beso", del los compositores Soutullo y Vert fue estrenada con éxito en este teatro el 3 de enero de 1924, y dos semanas después fue representada en el homónimo Teatro Apolo de Madrid.
La versión con letra del pasodoble El fallero compuesto por José Serrano, se estrenó el 13 de marzo de 1931 en el teatro Apolo de Valencia, en un escenario teatral realizado por Maximiliano Thous como pretexto para que se cantara la letra.
El 10 de septiembre de 1896, el ofrecía por primera vez proyecciones cinematográficas.